# Lesica (województwo świętokrzyskie)
Lesica – wieś w Polsce położona w województwie świętokrzyskim, w powiecie kieleckim, w gminie Piekoszów.
W latach 1975–1998 miejscowość administracyjnie należała do województwa kieleckiego.

## Części miejscowości
| SIMC    | Nazwa     | Rodzaj     |
| ------- | --------- | ---------- |
| 0261522 | Bławatków | przysiółek |
| 0261539 | Jeżynów   | przysiółek |
| 0261545 | Lasek     | przysiółek |